# ガンジス (戦列艦・初代)
| スピットヘッドに停泊するガンジス(中央) | |
| 艦歴                                   | |
| 発注:                                  | 1779年7月14日 |
| 建造:                                  | ランデール（ロザーハイス）                                                                                           |
| 進水:                                  | 1782年3月30日 |
| その後:                                | 1816年解体 |
| 性能諸元                               | |
| クラス:                                | ガンジス級戦列艦 |
| 全長:                                  | 砲列甲板：169ft 6in（51.7m）                                                                                         |
| 全幅:                                  | 47ft 8½in（14.5m）                                                                                                   |
| 喫水:                                  | 20ft 3in（6.2m） |
| 機関:                                  | 帆走（3本マストシップ）                                                                                              |
| 乗員:                                  | 590名 |
| 兵装:                                  | 74門： 下砲列：32ポンド(15kg)砲28門 上砲列：18ポンド(8kg)砲28門 後甲板：9ポンド(4kg)砲14門 船首楼：9ポンド(4kg)砲4門 |

ガンジス（HMS Ganges）は1782年3月30日に進水したエドワード・ハント設計のガンジス級74門艦3等戦列艦。イギリス海軍でこの名を使用した初めての艦である。
就役期間は1782年から1811年で、ヨーロッパや西インドで活動した。捕獲した艦には仏コルヴェットジャコバンなどがある。フリーマントル艦長の指揮下ではコペンハーゲンの海戦に参加した。このときガンジスにはアイザック・ブロックの第49歩兵連隊の兵士も乗っていた。彼らはコペンハーゲンの要塞を強襲する予定だったが、海戦の結果攻撃は不要になった。
ガンジスは1811年12月12日に捕虜収容のための監獄船となり1814年に運輸委員会に移管された後1816年解体された。